# Княгиня Лиговска
Княгиня Лиговска (на руски: Княгиня Лиговская) е незавършен роман на Михаил Лермонтов, започнат през 1836 г. и отпечатан за първи път през януари 1882 в Руски вестник.

## Резюме
Гвардейският офицер Печорин среща бившата си любовница Вера Лиговска (сега женена за помпозния княз Лиговски), открива, че любовта му към нея не е напълно умряла и вижда, че нея я измъчват подобни чувства. Втора сюжетна линия описва конфликта на героя с Красински, дребен чиновник от обедняло благородническо семейство. 

## История
Лермонтов започва да пише романа през 1836 г. малко след като завършва „Двама братя“. Принуден е да спре писането му през 1837 г. след като е арестуван за спорната му поема „Смъртта на поета“ и по-късно решава да не го завърши. 
Повечето от героите в Княгиня Лиговска имат реални прототипи. Варвара Лопухина (в която Лермонтов е влюбен) е представена като Вера, съпругът ѝ Николай Бахметиев – като княз Лиговски. Елисавета Негурова е олицетворение на Екатерина Сушкова, с която авторът има нелека връзка, описана детайлно в писмото му от 1835 г. до братовчедка му Александра Верешчагина. 
Според критици Печорин има големи прилики с Лермонтов. От друга страна има очевидни паралели с Евгени Онегин на Александър Пушкин (фамилните имена и на двамата герои произлизат от имената на реки – Печора и Онега).